# 泮托拉唑
泮托拉唑（英語：Pantoprazole，常用商品名有：Somac、Tecta、Pantoloc、Controloc、Panprax、Pansiv、Protium、Prazolin、Protonix、Pantecta、Pantoheal、Pantpas、Ppi-40以及Neoppi等）是一种质子泵抑制剂药物，抑制胃酸分泌。